# Ceriana dimidiatipennis
Ceriana dimidiatipennis är en tvåvingeart som först beskrevs av Enrico Adelelmo Brunetti 1923.  Ceriana dimidiatipennis ingår i släktet griffelblomflugor, och familjen blomflugor. Inga underarter finns listade i Catalogue of Life.